# Hawkins (rivière)
Pour les articles homonymes, voir Hawkins.
La rivière Hawkins   est un cours d’eau de l’île du Sud de la Nouvelle-Zélande.

## Situation
C’est un affluent majeur de la rivière Selwyn, de la région de  Canterbury, qui s’écoule vers le sud-est à partir de sa source située au sud-ouest de la ville de Springfield, atteignant la rivière Selwyn à 10 km à l’ouest de la ville de Burnham.